# Liste in der Dominikanischen Republik vorhandener Dampflokomotiven
Dies ist eine Liste erhaltener Dampflokomotiven auf dem Gebiet der Dominikanische Republik.

## Lokomotiven mit 56.5"
| Foto | Nummer oder Name    | Bauart / Achsfolge | Hersteller  | Fabrik-nr. | Baujahr | Historie | Eigentümer / Betreiber / Strecke | Bemerkungen |
| ---- | ------------------- | ------------------ | ----------- | ---------- | ------- | -------- | -------------------------------- | ----------- |
|      | Cent. Romana No. 11 | 1’C1’              | H.K. Porter | 6578       | 1920    |          | Av. Pedro Abreu                  | [ 1 ]       |

## Lokomotiven mit 1000 mm
| Foto | Nummer oder Name       | Bauart / Achsfolge | Hersteller               | Fabrik-nr. | Baujahr | Historie | Eigentümer / Betreiber / Strecke     | Bemerkungen |
| ---- | ---------------------- | ------------------ | ------------------------ | ---------- | ------- | -------- | ------------------------------------ | ----------- |
|      | Ingenio Barahona No. 5 | B                  | Baldwin Locomotive Works | 54310      | 1921    |          | Junction Calle Duarte / Avenue Rivas | [ 2 ]       |
|      | Barahona No. 7         | 1’D                | Baldwin Locomotive Works | 58164      | 1921    |          | Parque Litoral Maria Montez          | [ 3 ]       |
|      | Barahona No. 8         | 1’D                | Baldwin Locomotive Works | 58231      | 1925    |          | Ingenio Barahona                     | [ 4 ]       |

## Lokomotiven mit 30"
| Foto | Nummer oder Name                | Bauart / Achsfolge | Hersteller               | Fabrik-nr. | Baujahr | Historie | Eigentümer / Betreiber / Strecke    | Bemerkungen |
| ---- | ------------------------------- | ------------------ | ------------------------ | ---------- | ------- | -------- | ----------------------------------- | ----------- |
|      | ? No. ?                         | B                  | Krauss (München)         |            |         |          | Museum of History & Geography       | [ 5 ]       |
|      | Boca Chica No. ?                | 1’B (1B)           | Baldwin Locomotive Works | 400799     | 1945    |          | Parque Infantil del Ferrocaril      | [ 6 ]       |
|      | Ingenio Santa Fe No. 4          | 1’D                | Baldwin Locomotive Works | 59376      | 1925    |          | Multiuso Deportivo (Sports Complex) | [ 7 ]       |
|      | FC Central Dominicano No. M-086 | 1’C                | Baldwin Locomotive Works | 35078      | 1910    |          | Plaza del Viducto                   | [ 8 ]       |
|      | FC Central Dominicano No. ?     | 1’B (1B)           | Baldwin Locomotive Works | 36205      | 1911    |          | Calle Duarta / Av Alberto Caamano   | [ 9 ]       |
|      | Ingenio Porvenir No. ?          | 1’C                | Baldwin Locomotive Works | 38478      | 1912    |          | Monumento a la Cultura              | [ 10 ]      |
|      | Cristobal Colon No. F-4         | B1                 | Baldwin Locomotive Works | 12659      | 1892    |          | San Pedro de Macoris Sugar Mill     | [ 11 ]      |
|      | Ingenio Monte Llano No. ?       | B1                 | H.K. Porter              |            |         |          | Traffic Circle Calle Principal      | [ 12 ]      |